# Reginaldo Toro
Reginaldo Toro (San Miguel de Tucumán, 31 luglio 1839 – Córdoba, 21 agosto 1904) è stato un vescovo cattolico argentino.

## Biografia
Iniziò il noviziato nel convento domenicano di Córdoba il 1º gennaio 1859 ed emise la professione nel 1860: nonostante fosse ancora solo professo di voti semplici, fu ordinato prete il 20 settembre 1862 grazie a una speciale dispensa.
Insieme con il confratello  Olegario Correa, contribuì alla restaurazione dell'osservanza regolare nella provincia domenicana d'Argentina.
Fu maestro dei novizi, docente di teologia, filosofia e latino, priore del convento di Córdoba e, nel 1877, fu eletto provinciale: mantenne la carica per due mandati consecutivi. Lasciato il provincialato, fondò la congregazione insegnante delle domenicane di San Giuseppe.
Vescovo di Córdoba dal 1888, mediò per ristabilire le relazioni diplomatiche tra il governo argentino e la Santa Sede. Fondò la Sociedad cooperadora de las Misiones e iniziò la costruzione del seminario diocesano.

## Genealogia episcopale e successione apostolica
La genealogia episcopale è:
- Cardinale Scipione Rebiba
- Cardinale Giulio Antonio Santori
- Cardinale Girolamo Bernerio, O.P.
- Arcivescovo Galeazzo Sanvitale
- Cardinale Ludovico Ludovisi
- Cardinale Luigi Caetani
- Cardinale Ulderico Carpegna
- Cardinale Paluzzo Paluzzi Altieri degli Albertoni
- Papa Benedetto XIII
- Papa Benedetto XIV
- Papa Clemente XIII
- Cardinale Bernardino Giraud
- Cardinale Alessandro Mattei
- Cardinale Giacomo Giustiniani
- Cardinale Pietro Ostini
- Vescovo Mariano Medrano y Cabrera
- Arcivescovo Mariano José de Escalada Bustillo y Zeballos
- Vescovo Venceslao Javier José Achával y Medina, O.F.M. Obs.
- Arcivescovo Federico León Aneiros
- Vescovo Reginaldo Toro, O.P.

La successione apostolica è:
- Arcivescovo Uladislao Javier Castellano (1892)
- Vescovo Rosendo de la Lastra y Gordillo (1892)
- Vescovo Aquilino Ferreyra y Álvarez (1900)
- Vescovo Filemón Cabanillas (1900)